# Кандава (Ошская область)
Кандава (кирг. Кандава) — село в Узгенском районе Ошской области Кыргызстана. Входит в состав Алтын-Булакского аильного округа. Код СОАТЕ — 41706  255 860 06 0

## Население
По данным переписи 2023 года, в селе проживало 829 человек.